# Léglise
Léglise (wa. Leglijhe, Lèglije) – miejscowość i gmina (commune) w południowo-wschodniej Belgii, w Regionie Walońskim, w prowincji Luksemburg, w okręgu Neufchâteau. 1 stycznia 2024 roku liczyła 5839 mieszkańców.  

## Podział administracyjny
W skład gminy wchodzą cztery dzielnice (section):
- Assenois
- Ébly
- Mellier
- Witry